# Фрегаты типа «Кёльн»
Фрегаты типа «Кёльн» F120 — были разработаны в конце 1950-х годов немецкой судостроительной компанией: Blohm + Voss,  для борьбы с кораблями сопровождения и подводными лодками противника. Фрегаты типа «Кёльн» F120 были первыми основными военными кораблями Военно-морского флота ФРГ  после Второй мировой войны. Первый корабль «Köln» был спущен на воду в 1958 году и вошел в состав Военно-морского флота Германии в 1961 году. Дополнительные две единицы «Emden» и «Augsburg» построили позже. Всего было построено шесть кораблей этого типа.  В 1980 годах эти фрегаты были заменены, новыми Фрегатами типа «Бремен» F122. Четыре корабля были проданы в Турцию.

## Список фрегатов
| Название     | Бортовой номер | В составе ВМС | Примечания        |
| ------------ | -------------- | ------------- | ----------------- |
| Köln         | F220           | 1961 — 1982   |                   |
| Emden        | F221           | 1961 — 1983   | Продан ВМС Турции |
| Augsburg     | F222           | 1962 — 1988   |                   |
| Karlsruhe    | F223           | 1962 — 1983   | Продан ВМС Турции |
| Lübeck       | F224           | 1963 — 1988   | Продан ВМС Турции |
| Braunschweig | F225           | 1964 — 1989   | Продан ВМС Турции |

## Галерея
- На учениях на Балтике
- Emden F221
- Karlsruhe F223